# Zuihō-den

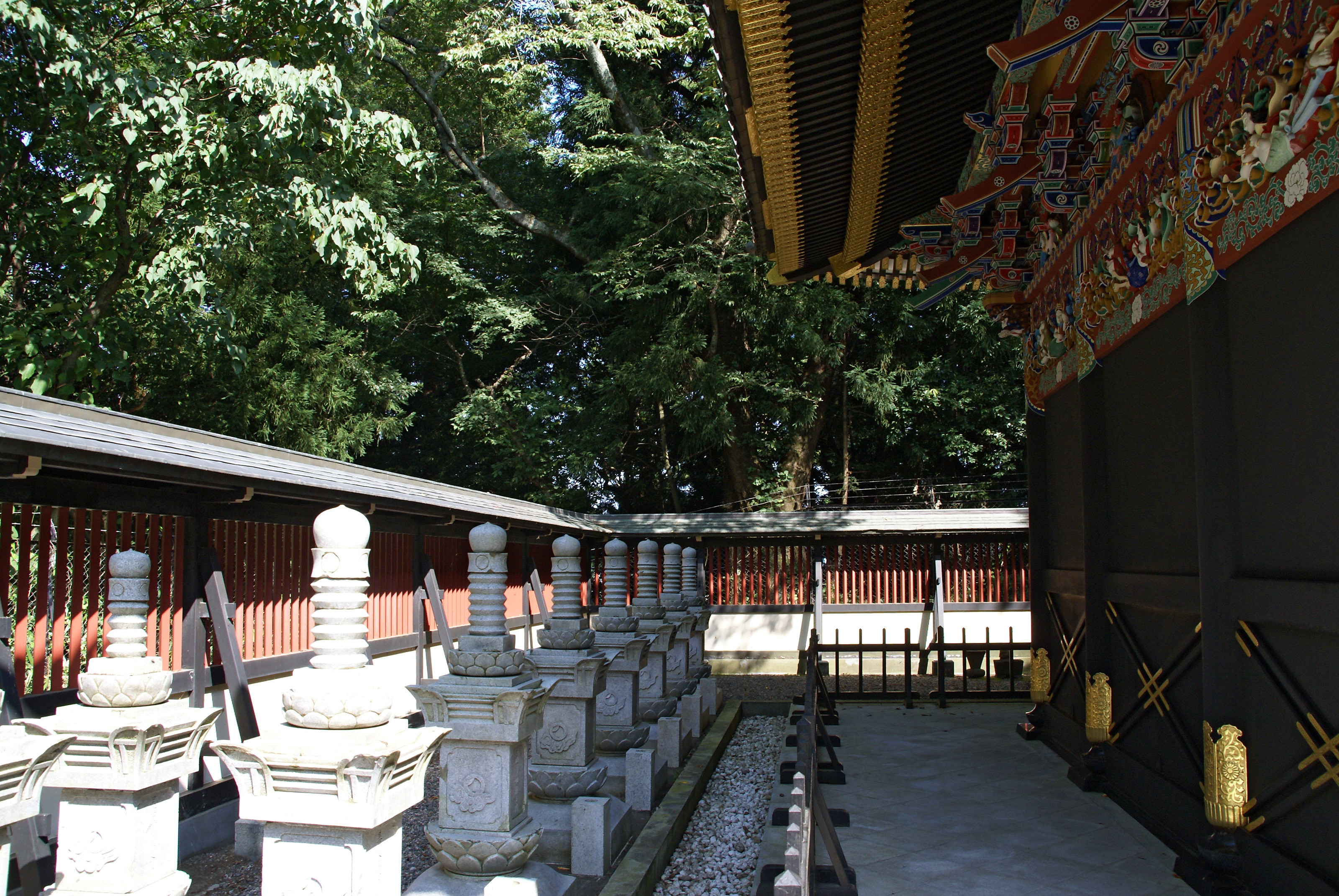
Hōkyōintō.

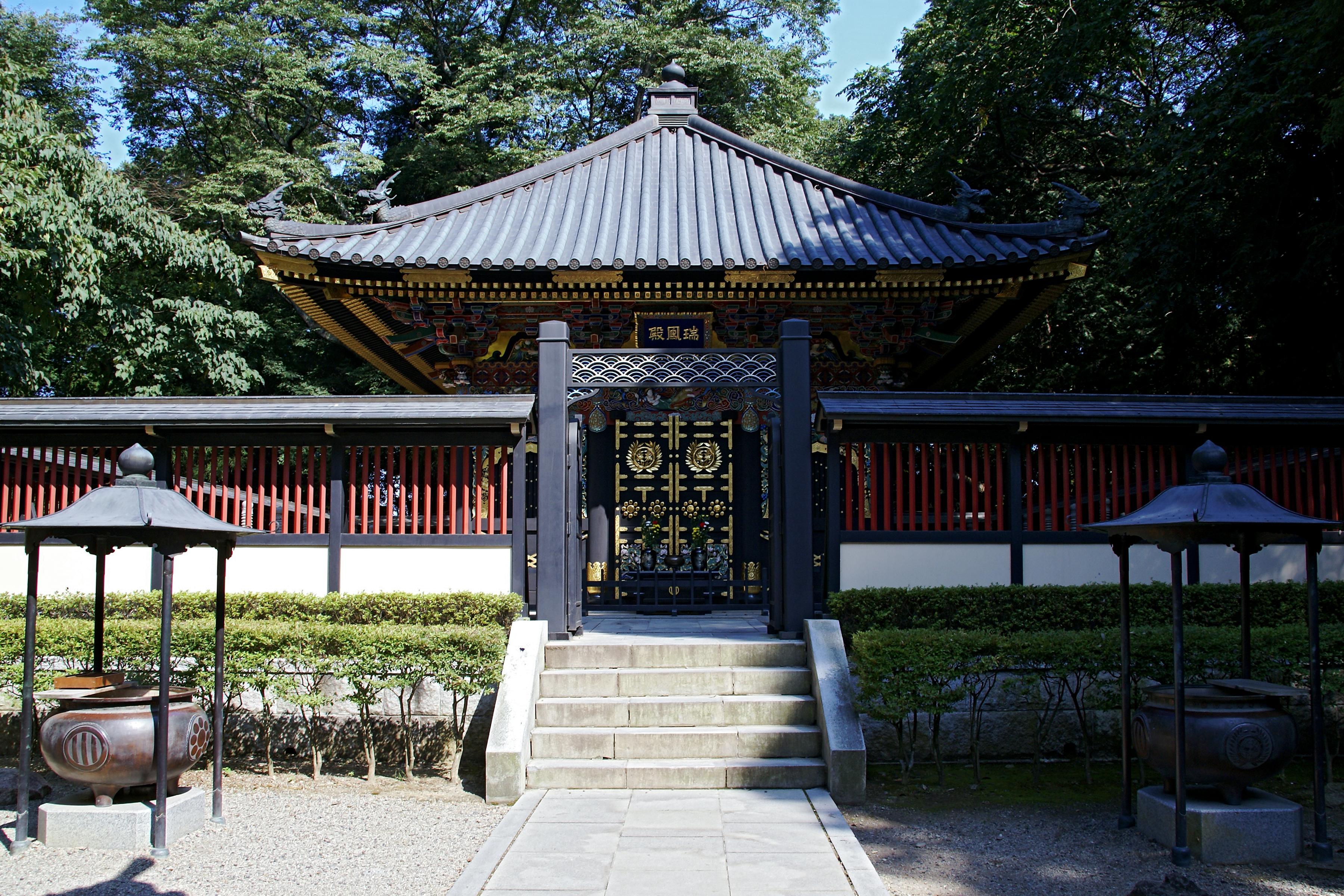

Le Zuihō-den (瑞鳳殿) à Sendai, préfecture de Miyagi au Japon est un complexe de mausolées de Date Masamune et de ses descendants, daimyōs du domaine de Sendai.

## Histoire
Lorsque Date Masamune, connu comme « le dragon borgne » (独眼竜) et fondateur du domaine de Sendai, meurt en 1636, il laisse des instructions pour un mausolée. Le Zuihō-den est construit l'année suivante. Un certain nombre des daimyos Date et d'autres membres du clan Date y sont enterrés. La plupart des bâtiments sont détruits par les bombardements et les incendies qui s'ensuivent en 1945 puis reconstruits dans leur style original Momoyama,,.

## Monuments

### Zuihō-den
Le Zuihō-den (瑞鳳殿) est construit pour Date Masamune (1567-1636), daimyō fondateur du domaine de Sendai. Désigné trésor national (国宝) en 1931, il est détruit en 1945, reconstruit en 1979 et restauré en 2001 afin de ressembler davantage au mausolée d'origine.

### Kansen-den
Le Kansenden (感仙殿) est construit pour Date Tadamune (1599-1658), deuxième daimyō du domaine de Sendai. Désigné trésor national en 1931, il est détruit en 1945 et reconstruit en 1985.

### Zennō-den
Le Zennō-den (善応殿) est construit pour Date Tsunamune (1640-1711), troisième daimyō du domaine de Sendai. Détruit en 1945, il est reconstruit en 1985 et restauré en 2007.

### Myōnkaibyō
Le Myōnkaibyō (妙雲界廟) est l'emplacement d'une stèle érigée pour Date Chikamune, neuvième daimyō, et Date Nariyoshi, onzième daimyō du domaine de Sendai.

### Okosamagobyō
Un certain nombre d'enfants des seigneurs Date sont enterrés dans le Okosamagobyō (御子様御廟).

## Musée
Les objets trouvés au cours de fouilles du Kansen-den et du Zennō-den avant leur reconstruction après les bombardements de 1945 sont conservés au musée Zuihōden (資料館),.